# Vadna
Vadna (ehemals auch Sajó-Vadna) ist eine ungarische Gemeinde im Kreis Kazincbarcika im Komitat Borsod-Abaúj-Zemplén. Der Name des Ortes leitet sich von dem slawischen Wort voda für Wasser ab.

## Geografische Lage
Vadna liegt in Nordungarn, 26 Kilometer nordwestlich des Komitatssitzes Miskolc und 5 Kilometer nordwestlich der Kreisstadt Kazincbarcika am rechten Ufer des Flusses Sajó. Durch den Ort fließt der Bán-patak, welcher nordöstlich in den Sajó mündet. Nachbargemeinden sind Sajógalgóc, Sajókaza, Sajóivánka, Nagybarca und Dubicsány.

## Geschichte
Bei Straßenbauarbeiten wurden Grabstätten mit Urnen, Waffenfragmenten, Tontöpfen und Schmuck entdeckt. Das Alter der Funde wird auf 4500 Jahre geschätzt und sie befinden sich mittlerweile im Ottó Herman-Museum in Miskolc.
Im Jahr 1831 gab es im Ort eine Choleraepidemie, der 20 Menschen zum Opfer fielen. Vadna war landwirtschaftlich geprägt. Auf dem Ackerland bauten die Bewohner Getreide, Kartoffeln und Gemüse an. In der zweiten Hälfte des 19.  Jahrhunderts wurde der Ort an die Eisenbahn angeschlossen. 1873 gab es in Vadna 100 Häuser und 539 Einwohner, 1884 wurde die Schule mit mehreren Klassenräumen gebaut, welche noch heute besteht. Weiterhin gab es eine Mühle, in der das Getreide gemahlen wurde, die bis 1952 in Familienbesitz blieb. In den 1920er Jahren wurde das Wasser des Flusses genutzt, um eine Turbine anzutreiben und Strom zu erzeugen, der zum Betrieb einer Hanfmühle und zur Beleuchtung des Ortes verwendet wurde. Hanffasern wurden in der Spinnerei verarbeitet.
Bis 1930 gab es zwei Ortsteile, Alsóvadna und Felsővadna, welche durch den Fluss getrennt waren. Die Bevölkerung war und ist zum überwiegenden Teil reformierten Glaubens.

## Söhne und Töchter der Gemeinde
- József Szabon (1915–1977), Arzt und Hochschullehrer

## Sehenswürdigkeiten
- Burgberg
- Erholungspark mit See
- Reformierte Kirche, erbaut 1863

## Verkehr
Durch Vadna verläuft die Hauptstraße Nr. 26. Es bestehen Busverbindungen nach Kazincbarcika, Putnok und Dédestapolcsány. Weiterhin bestehen Zugverbindungen nach Miskolc und Ózd.